# Olszyny (Żdżary)
Olszyny – część wsi Ździary w Polsce, położona w województwie podkarpackim, w powiecie dębickim, w gminie Czarna.
W latach 1975–1998 Olszyny należały administracyjnie do województwa tarnowskiego.